# Jean-Charles Cavaillé
Ne doit pas être confondu avec Marcel Cavaillé.
Jean-Charles Cavaillé, né le 17 décembre 1930 à Dellys (Algérie) et mort le 12 octobre 2012 à Noyal-Pontivy (Morbihan), est un homme politique français.

## Biographie

### Situation personnelle
Jean-Charles Cavaillé naît le 17 décembre 1930, à Dellys, situé à l'époque dans l'Algérie française. Élevé au lycée Duc-d'Aumale de Constantine, il étudie ensuite le droit musulman et le droit maritime à la Faculté d'Alger, comptant rester dans le pays. En Algérie, il dirige le service contentieux de la Mutualité sociale agricole.
Il quitte l'Algérie en décembre 1962 pour s'installer en France, à Noyal-Pontivy, avec son épouse pharmacienne. Il déclare alors que "pour mieux s'intégrer, nous avons choisi de ne pas nous installer dans le Midi. On est reparti à zéro avec seulement 80 000 F en poche, investis dans la pharmacie de mon épouse". À son arrivée en France, il s'occupe jusqu'en 1963 du reclassement en France des rapatriés de la mutualité algérienne.

### Parcours politique
En 1971, l'abbé Laudrin lui met le pied à l'étrier politique et lui propose de prendre la tête de la mairie de Noyal-Pontivy. Maire de la commune de 1971 à 2001, il est conseiller général du canton de Pontivy de 1976 à 2004. Il est conseiller régional de Bretagne de 1981 à 1986, où il préside la commission des affaires économiques et des travaux.
Raymond Marcellin le propose comme candidat du RPR à la députation en 1978 dans la troisième circonscription du Morbihan. Il fait alors face à l'opposition d'Henri Le Breton dans son propre camp. Henri Le Breton accepte de se retirer au second tour en échange du soutien de ce dernier lors des élections sénatoriales 1983. 
Député de la 3e circonscription du Morbihan entre le 3 avril 1978 et le 18 juin 2002, il préside le Conseil général du Morbihan de 1998 à 2004, succédant à son "père en politique", Raymond Marcellin. Il centre son action sur le développement économique du centre-Bretagne, notamment en accompagnant la création de l'axe Triskell, initié en 1992, qui consiste à aménager en quatre-voies les liaisons entre Pontivy et Saint-Brieuc, Vannes et Lorient.
Tenant d'une droite jacobine, il s'oppose notamment à la fusion entre le RPR et l'UDF en 1997, et soutient Jacques Chirac contre Édouard Balladur lors de l'élection présidentielle 1995.

## Détail des fonctions et des mandats
Mandats parlementaires
- 3 avril 1978 - 1er avril 1986 : député de la troisième circonscription du Morbihan
- 2 avril 1986 - 14 mai 1988 : député du Morbihan
- 6 juin 1988 - 18 juin 2002 : député de la troisième circonscription du Morbihan

Mandats locaux
- 14 mars 1971 - 17 mars 2001 : maire de Noyal-Pontivy
- 14 mars 1976 - 21 mars 2004 : conseiller général du canton de Pontivy
- 27 mars 1998 - 1er avril 2004 : président du conseil général du Morbihan